# ネネツ自治管区の行政区画
ネネツ自治管区の行政区画（ネネツじちかんくのぎょうせいくかく）では、ロシア連邦、ネネツ自治管区の行政区画について記述する。

## 行政区画
ネネツ自治管区の行政区画は以下の通りである。
- 町 (自治管区の管轄下):
  - ナリヤン・マル (Нарьян-Мар) (行政の中心地)
    - 都市型集落 (町の管轄下):
      - イスカチェリ (Искателей)
- 都市型集落 (自治管区の管轄下):
  - アンジェルマ (Амдерма)
- 地区(ラヨン)
  - ザポリャルニ地区 (Заполярный)
    - 地区の管轄下に17の村（selsovet）